# خیابان اورنج (ایستگاه ان‌ال‌آر)
ایستگاه خیابان اورنج (به انگلیسی: Orange Street (NLR station)) یک ایستگاه مترو در شهر نوارکمی‌باشد.

## تاریخ
ایستگاه خیابان اورنج که توسط شرکت خدمات عمومی از نیوجرسی در ۲۶ می ۱۹۳۵ ساخته شد.